# شیر کوئیر

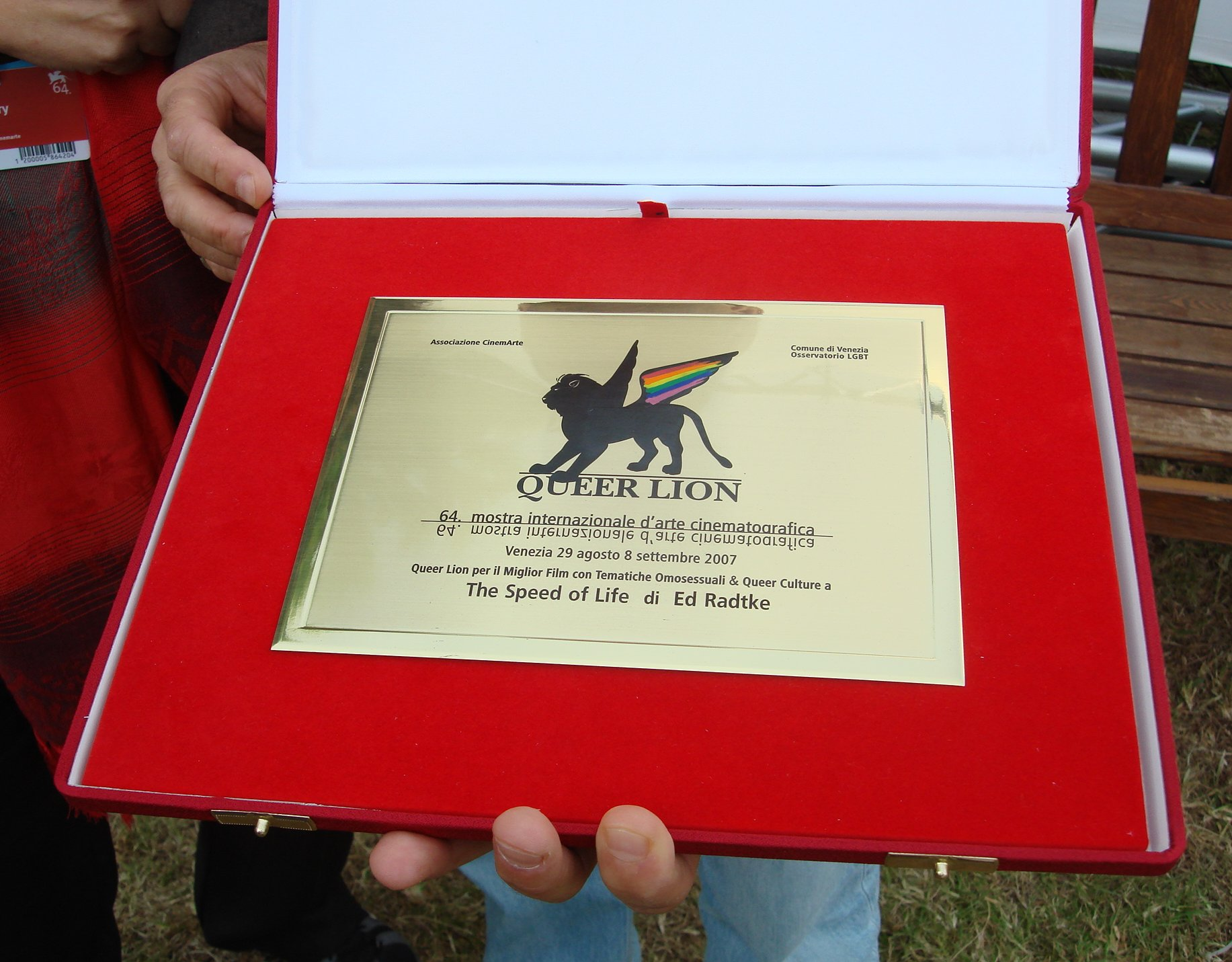
نخستین جایزهٔ شیر کوئیر: سرعت زندگی

شیر کوئیر جایزه‌ای است که از سال ۲۰۰۷ در طول جشنواره فیلم ونیز به فیلم‌های مرتبط با ال‌جی‌بی‌تی اهدا می‌شود.

## برندگان
| سال  | برنده                                             | کارگردان                    | کشور                          |
| ---- | ------------------------------------------------- | --------------------------- | ----------------------------- |
| ۲۰۰۷ | سرعت زندگی                                        | ادوارد رادکه                | ایالات متحده آمریکا           |
| ۲۰۰۸ | یک روز در زندگی                                   | استفانو تومولینی            | ایتالیا                       |
| ۲۰۰۹ | یک مرد مجرد                                       | تام فورد                    | ایالات متحده آمریکا           |
| ۲۰۱۰ | در آینده                                          | مائورو آندریزی              | آرژانتین                      |
| ۲۰۱۱ | سالومه وحشی                                       | آل پاچینو                   | ایالات متحده آمریکا           |
| ۲۰۱۲ | وزن                                               | جون کایو-هان                | کره جنوبی                     |
| ۲۰۱۳ | فیلومنا                                           | استیون فریرز                | بریتانیا                      |
| ۲۰۱۴ | شب‌های تابستان                                     | ماریو فانفانی               | فرانسه                        |
| ۲۰۱۵ | دختر دانمارکی                                     | تام هوپر                    | ایالات متحدهٔ آمریکا           |
| ۲۰۱۶ | Heartstone (Hjartasteinn)                         | Guðmundur Arnar Guðmundsson | ایسلند                        |
| ۲۰۱۷ | Reinventing Marvin (Marvin ou la belle éducation) | آن فونتن                    | فرانسه                        |
| ۲۰۱۸ | José                                              | Cheng Li                    | گواتمالا، ایالات متحدهٔ آمریکا |